# Chondracanthus lotellae
Chondracanthus lotellae är en kräftdjursart som beskrevs av G. M. Thomson 1889. Chondracanthus lotellae ingår i släktet Chondracanthus och familjen Chondracanthidae. Inga underarter finns listade i Catalogue of Life.